# Hermann Kaiser (Widerstandskämpfer)
Hermann Kaiser (* 31. Mai 1885 in Remscheid; † 23. Januar 1945 in Berlin-Plötzensee) war ein deutscher Studienrat, Offizier und Beteiligter des Attentates vom 20. Juli 1944.

## Leben

### 1885 bis 1939
Hermann Kaiser wurde als Sohn des Pädagogen Ludwig Kaiser in einem streng protestantischen Elternhaus in Remscheid geboren; die Familie zog 1886 nach Wiesbaden. Sein Vater machte Karriere im Schuldienst: er war Direktor der Wiesbadener Oranienschule und wurde 1901 Provinzialschulrat in Kassel. Nach seinem Abitur studierte Hermann Kaiser an der Universität Göttingen und später der Universität Halle Mathematik und Physik mit Nebenfach Geschichte und Kunstgeschichte. 1903 wurde er Mitglied der Burschenschaft Alemannia auf dem Pflug zu Halle (heute Burschenschaft der Pflüger Halle zu Münster). Seine Brüder Heinrich Alfred Kaiser und Ludwig Kaiser waren ebenfalls Angehörige des 20. Juli 1944.
1912 wurde er Lehrer an der Wiesbadener Oranienschule. Mit dem Beginn des Ersten Weltkriegs 1914 rückte Kaiser als Offizieranwärter mit dem Feldartillerie-Regiment „Oranien“ (1. Nassauisches) Nr. 27 an die Westfront, später an die russische und rumänische Front. Hier wurde er Regimentsadjutant und Ordonnanzoffizier im Stab einer Artilleriebrigade. Kaiser wurde mit beiden Klassen des Eisernen Kreuzes sowie dem Österreichischen Militärverdienstkreuz III. Klasse mit Schwertern und Kriegsdekoration ausgezeichnet.
Nach Kriegsrückkehr 1918 ging er wieder in den Lehrberuf zurück nach Wiesbaden. Obwohl gläubiger Christ trat er zum 1. Mai 1933 der NSDAP bei (Mitgliedsnummer 2.368.232), wandte sich aber zunehmend von der Partei ab. Insbesondere lehnte er den gewaltsamen nationalsozialisten Kirchenkampf ab. 1934 wurde auf Kaisers Initiative hin in Wiesbaden ein Denkmal für das 1. Nassauische Feldartillerieregiment Nr. 27 errichtet. Kaiser weigerte sich, den Namen „Adolf Hitler“ in die Denkmalsurkunde aufzunehmen und scheute dabei nicht den Konflikt mit dem Gauleiter von Hessen-Nassau. Wenig später scheiterte seine Bewerbung für eine kunstgeschichtliche Dozentur in Marburg am Einspruch der Partei.

### 1939 bis 1945
Kaiser wurde 1939 zunächst als Oberleutnant der Reserve und Regimentsadjutant beim Kavallerieregiment 6 in Darmstadt zum Kriegsdienst eingezogen; 1940 wurde er zum Oberkommando des Heeres im Berliner Bendlerblock versetzt. Er übernahm als Hauptmann beim Chef der Heeresrüstung und Stab des Befehlshabers des Ersatzheeres, Generaloberst Fromm, einem Kriegskameraden aus dem Ersten Weltkrieg, die Führung des Kriegstagebuchs (KTB).
Er lernte 1941 als Stabsoffizier Generaloberst Beck und den Politiker Goerdeler kennen, beide im Widerstand organisiert, später auch Generalmajor von Tresckow, Oberleutnant von Schlabrendorff, General von Stülpnagel und viele andere Regimegegner. Kaiser war nach dem Umsturz als Staatssekretär im Kultusministerium einer neuen Regierung vorgesehen, nachdem er die Stellung als Minister immer wieder ablehnte.
1943 wurde er von einem Kameraden aus dem Ersten Weltkrieg wegen seiner Äußerungen über Hitler denunziert; ein Ermittlungsverfahren wurde eingeleitet. Der Chefrichter des Heeres Sack, ein Vertrauter von Oberst Schenk Graf von Stauffenberg und General Olbricht, sprach ihn mit Unterstützung von General Fromm und dem Wehrmachtkommandanten von Berlin, General Paul von Hase, frei.
Kaiser war vollständig in das Unternehmen Walküre des Heeres einbezogen und rückte somit in die Rolle einer der wichtigsten Organisatoren des geplanten Attentats auf Hitler. Der Stabsoffizier Kaiser sollte am Tag des Umsturzes in seine Heimatstadt Wiesbaden als Verbindungsoffizier zwischen den militärischen und den zivilen Widerstandskräften im Wehrkreis XII einrücken.
Einen Tag nach dem Scheitern des Attentats vom 20. Juli 1944 wurden er und seine Brüder Heinrich und Ludwig bei einem Familienfest in Kassel-Wilhelmshöhe festgenommen. Während Heinrich mit Ludwig zunächst ins Zuchthaus Kassel-Wehlheiden gebracht wurden, wurde Hermann über Wiesbaden, wo eine Hausdurchsuchung stattfand, direkt ins Reichssicherheitshauptamt nach Berlin geschafft. Ein Teil seiner privaten Tagebücher wurde von der Gestapo beschlagnahmt, zwei Teile von 1941 und 1943 wurden über den Krieg gerettet. Diese sind im November 2010 als Quellenedition von seinem Patenkind und Neffen veröffentlicht worden.
Hermann Kaiser wurde am 17. Januar 1945 vom Volksgerichtshof zum Tod verurteilt. Freisler schrieb in seiner Urteilsbegründung:

„Wenn es unter den Verrätern des 20. Juli überhaupt eine Steigerung an Gemeinheit geben kann, so ist einer der gemeinsten Hermann Kaiser. Dreimal hat er unserem Führer einen Eid geleistet: als Beamter, als Parteigenosse und als Offizier. Diesen Eid hat er schmählich gebrochen […] Er ist Komplize der Verräter Graf von Stauffenberg und Goerdeler.“

„Sein Verrat ist viel gemeiner als die Terrortat die seinerzeit dem nationalsozialistischen Reich Veranlassung gab, für Fälle ganz besonders gemeiner Verbrechen den Vollzug der Todesstrafe durch den Strang vorzusehen, als die Terrortat des Reichstagsbrandes. Dieser Mann muss ein für allemal um der Sauberkeit willen, um unserer Ehre willen aus unserer Mitte ausgelöscht werden. Er hat sich selbst für immer ehrlos gemacht.“

Hermann Kaiser wurde am 23. Januar 1945 in Plötzensee gemeinsam mit Franz Sperr, Ludwig Schwamb, Helmuth James Graf von Moltke, Busso Thoma, Nikolaus Groß, Erwin Planck, Theodor Haubach, Reinhold Frank und Eugen Bolz durch den Strang hingerichtet.
Noch aus der Haft schrieb er im Herbst 1944, dass ihm seine „Schergen das Neue Testament, das ich seit meiner Jugend besitze und in den beiden Kriegen bei mir getragen habe und den alten Nassauischen Katechismus […] in der Zelle zu besitzen erlaubten.“
Fabian von Schlabrendorff, einer der letzten, der ihn in der Haft gesehen hat, schreibt: „Hermann Kaiser war bereit, die Konsequenzen aus seiner Haltung zu ziehen. Er ging mit unerschütterlicher Ruhe und innerer Festigkeit in den Tod.“

## Gedenken

### Wiesbaden
In den 80er Jahren wurde in Wiesbaden eine Gedenktafel am Denkmal des 1. Nassauischen Artillerieregiments Nr. 27 auf dem Luisenplatz angebracht. Der Magistrat der Stadt Wiesbaden einigte sich am 16. August 1988 auf folgenden Text:

„Hermann Kaiser, geboren am 31. Mai 1885, Angehöriger des Regiments von 1914 bis 1918, enthüllte dieses Denkmal am 21. Oktober 1934. Als aktives Mitglied der Widerstandsbewegung des 20. Juli 1944 wurde er am 23. Januar 1945 hingerichtet. Sein Lebensweg ist eine Mahnung gegen Krieg und Unmenschlichkeit.“

Diese Fassung unterschlägt, dass Hermann Kaiser anfangs ein überzeugter Nationalsozialist war und erst später aktives Mitglied der Widerstandsbewegung des 20. Juli 1944 wurde. Ein früherer Entwurf des Ortsbeirats des Ortsbezirks Wiesbaden I Mitte bringt dies besser zu Tage:

„Hermann Kaiser, geboren am 31. Mai 1885, Angehöriger des Regiments von 1914 bis 1918, enthüllte dieses Denkmal am 21. Oktober 1934.
Aus dem anfangs überzeugten Nationalsozialisten wurde ein aktives Mitglied der Widerstandsbewegung des 20. Juli 1944.
Er wurde am 23. Januar 1945 hingerichtet. Sein Lebensweg ist eine Mahnung gegen Krieg und Unmenschlichkeit.“

Weitere Gedenktafeln befinden sich im Treppenaufgang des Hauptgebäudes der Oranienschule und seit Mai 2012 neben dem Haupteingang der Schule. Letztere Gedenktafel wurde von einem früheren Schüler, dem Unternehmer Friedbert Nik Kornbusch, gestiftet.